# Liste der Naturdenkmale in Wismar
Die Liste der Naturdenkmale in Wismar nennt die Naturdenkmale in der Hansestadt Wismar im Landkreis Nordwestmecklenburg in Mecklenburg-Vorpommern.

## Naturdenkmale
| Bild                                    | Nr.     | Bezeichnung         | Standort                                                                           | Beschreibung | Schutzzweck | Verordnung |
| --------------------------------------- | ------- | ------------------- | ---------------------------------------------------------------------------------- | ------------ | ----------- | ---------- |
| BW                                      | NWM 221 | Hänge-Buche         | Wismar Rostocker Str. 76 (53° 53′ 32,3″ N, 11° 28′ 21″ O)                          |              |             |            |
| BW                                      | NWM 222 | Linde               | Wismar Turmstraße 24 (53° 53′ 27,6″ N, 11° 28′ 5,9″ O)                             |              |             |            |
| BW                                      | NWM 224 | Eibe                | Wismar Bauhofstraße 3 (53° 53′ 34,3″ N, 11° 28′ 12,5″ O)                           |              |             |            |
| BW                                      | NWM 225 | Eibe                | Wismar Bauhofstraße 3 (53° 53′ 34,3″ N, 11° 28′ 12,5″ O)                           |              |             |            |
| Direkt Bild zu diesem Denkmal hochladen | NWM 230 | Rot-Buche           | Wismar Schillerring (Flurstück 1 2230/5) ()                                        |              |             |            |
| BW                                      | NWM 235 | Ginkgo              | Wismar Schweriner Str. 12 (53° 53′ 11,8″ N, 11° 27′ 49″ O)                         |              |             |            |
| Direkt Bild zu diesem Denkmal hochladen | NWM 236 | Stiel-Eiche         | Wismar Schweriner Str. (Flurstück 1 2556/3) ()                                     |              |             |            |
| Direkt Bild zu diesem Denkmal hochladen | NWM 237 | Platane             | Wismar Schillerring (Flurstück 1 2230/7) ()                                        |              |             |            |
| Direkt Bild zu diesem Denkmal hochladen | NWM 238 | Platane             | Wismar Schillerring (Flurstück 1 2230/7) ()                                        |              |             |            |
| Direkt Bild zu diesem Denkmal hochladen | NWM 239 | Platane             | Wismar Schillerring (Flurstück 1 2230/7) ()                                        |              |             |            |
| BW                                      | NWM 252 | Eibe                | Wismar Lübsche Str. 117 (53° 53′ 36,6″ N, 11° 26′ 54,6″ O)                         |              |             |            |
| BW                                      | NWM 256 | Weißer Maulbeerbaum | Wismar Lübsche Str. 23 (53° 53′ 33,4″ N, 11° 27′ 42,8″ O)                          |              |             |            |
| Direkt Bild zu diesem Denkmal hochladen | NWM 324 | Hänge-Buche         | Wismar Flurstück 1 5261/6 ()                                                       |              |             |            |
| Direkt Bild zu diesem Denkmal hochladen | NWM 327 | Holländische Linde  | Wismar Ostfriedhof ()                                                              |              |             |            |
| Direkt Bild zu diesem Denkmal hochladen | NWM 328 | Stiel-Eiche         | Wismar Ostfriedhof ()                                                              |              |             |            |
| Direkt Bild zu diesem Denkmal hochladen | NWM 329 | Blut-Buche          | Wismar Westfriedhof ()                                                             |              |             |            |
| Direkt Bild zu diesem Denkmal hochladen | NWM 30  | Farn-Buche          | Wismar Westfriedhof ()                                                             |              |             |            |
| Direkt Bild zu diesem Denkmal hochladen | NWM 331 | Riesen-Lebensbaum   | Wismar Westfriedhof ()                                                             |              |             |            |
| Direkt Bild zu diesem Denkmal hochladen | NWM 332 | Hainbuche           | Wismar Westfriedhof ()                                                             |              |             |            |
| Direkt Bild zu diesem Denkmal hochladen | NWM 333 | Hänge-Buche         | Wismar Soldatenfriedhof ()                                                         |              |             |            |
| Direkt Bild zu diesem Denkmal hochladen | NWM 334 | Blut-Buche          | Wismar Soldatenfriedhof ()                                                         |              |             |            |
| Direkt Bild zu diesem Denkmal hochladen | NWM 339 | Eibe                | Wismar Soldatenfriedhof ()                                                         |              |             |            |
| BW                                      | NWM 340 | Rosskastanie        | Wismar Bliedenstraße/östlich St.-Georgen-Kirche (53° 53′ 25,9″ N, 11° 27′ 39,6″ O) |              |             |            |
| Direkt Bild zu diesem Denkmal hochladen | NWM 341 | Platane             | Wismar Lindengarten ()                                                             |              |             |            |
| Direkt Bild zu diesem Denkmal hochladen | NWM 342 | Platane             | Wismar Lindengarten ()                                                             |              |             |            |
| Direkt Bild zu diesem Denkmal hochladen | NWM 343 | Blut-Buche          | Wismar Lindengarten ()                                                             |              |             |            |
| Fotos hochladen                         | NWM 357 | Stiel-Eiche         | Hoben Hoben 5 (53° 55′ 4,1″ N, 11° 24′ 25,2″ O)                                    |              |             |            |
| BW                                      | NWM 384 | Gingko              | Wismar Böttcherstraße 32 (53° 53′ 33,3″ N, 11° 27′ 42,6″ O)                        |              |             |            |
| BW                                      | NWM 385 | Stiel-Eiche         | Wismar Reuterplatz (53° 53′ 20″ N, 11° 27′ 33,5″ O)                                |              |             |            |
| BW                                      | NWM 386 | Stiel-Eiche         | Wismar Schweriner Straße, bei Nr. 16 (53° 53′ 8,5″ N, 11° 27′ 45,5″ O)             |              |             |            |

## Flächennaturdenkmale
| Bild | Nr.     | Bezeichnung       | Standort                                        | Beschreibung | Schutzzweck | Verordnung                                                        |
| ---- | ------- | ----------------- | ----------------------------------------------- | --- | ----------- | ----------------------------------------------------------------- |
| BW   | HWI 001 | Feuchtwiese Hoben | Wismar Hoben (53° 55′ 10,9″ N, 11° 24′ 18,7″ O) | Vorkommen von Dactylorhiza majalis und anderen Feuchtwiesen- bzw. Sumpfpflanzen im unmittelbaren Flachküstenbereich. Tatsächliche Flächengröße des FND ca. 0,2 Hektar. |             | Beschluss des Rates der Stadt Wismar Nr. 101-18/86 vom 21.08.1986 |
| BW   | HWI 002 | Doorstein         | Wismar (53° 54′ 0″ N, 11° 29′ 52,1″ O)          | Gewässer mit ehemaligen Flachmoor-Torfstichen, Feuchtwiesen, Uferbereichen und einer reichhaltigen Brutvogelfauna.                                                     |             | Beschluss des Rates der Stadt Wismar Nr. 101-18/86 vom 21.08.1986 |